# Verdum del Vietnam
El verdum del Vietnam (Chloris monguilloti) és una espècie d'ocell de la família dels fringíl·lids (Fringillidae) que pertany al mateix gènere que el verdum europeu, habitual al Països Catalans. No s'han descrit subespècies. Ha estat considerat una subespècie del verdum de l'Himàlaia.

## Descripció
- Fa uns 14 cm de llargària. Bec i potes color carn.
- Mascle amb colors generals contrastats negre o molt fosc per la zona dorsal i grocs la ventral. Cap negre, amb un collar i la gola groc. Ales negres amb bandes alars grogues. Cua negra amb plomes externes grogues.[2]
- Femella similar al mascle però amb colors molt més apagats.

## Hàbitat i distribució
Clars dels boscos i conreus de les muntanyes del centre del Vietnam i zona limítrofa de l'est de Cambodja.

## Reproducció
Fan els nius als arbres amb tiges i herba. Pon uns quatre ous de color blau molt clar, amb petites taques brunes a l'extrem ample. Els pollets naixen als 13 dies de covada i són alimentats amb llavors pels dos pares. Als quaranta dies aproximadament formen grans estols i es dispersen a la recerca d'aliment.